# Christgarten
Christgarten ist ein Gemeindeteil der Gemeinde Ederheim im Landkreis Donau-Ries (Regierungsbezirk Schwaben, Bayern) und eine Gemarkung.

## Lage
Das Kirchdorf Christgarten liegt knapp drei Kilometer südlich von Ederheim am nördlichen Hangfuß des Kartäusertals, in dem hier der Forellenbach in östlicher Richtung zur Eger fließt. Durch den Ort zieht sich die Kreisstraße DON 9. Auf der Gemarkung Christgarten liegen die Orte Christgarten, Anhausen und Hoppelmühle.

## Geschichte

### Kloster
Im Jahr 1383 wurde hier das Kloster Christgarten gegründet.

### Ehemalige Gemeinde
Die Gemeinde Christgarten, ehemals im Landkreis Nördlingen, später Landkreis Donau-Ries, wurde am 1. Mai 1978 vollständig nach Ederheim eingemeindet. Zu ihr gehörten die noch heute auf der gleichnamigen Gemarkung liegenden Orte Christgarten, Anhausen und Hoppelmühle. Die Gemeindefläche im Jahr 1961 betrug gut 273 Hektar und es gab 38 Einwohner. Im Jahr 1970 hatte die Gemeinde 35 Einwohner. Die größte Anzahl an Einwohnern hatte die Gemeinde im Jahr 1852 mit 133.

### Wappen
Die aufgelöste Gemeinde führte ein Wappen mit folgender Beschreibung Im blauen Schild eine goldene Rose, darunter ein silberner Schragen.

## Bauwerke

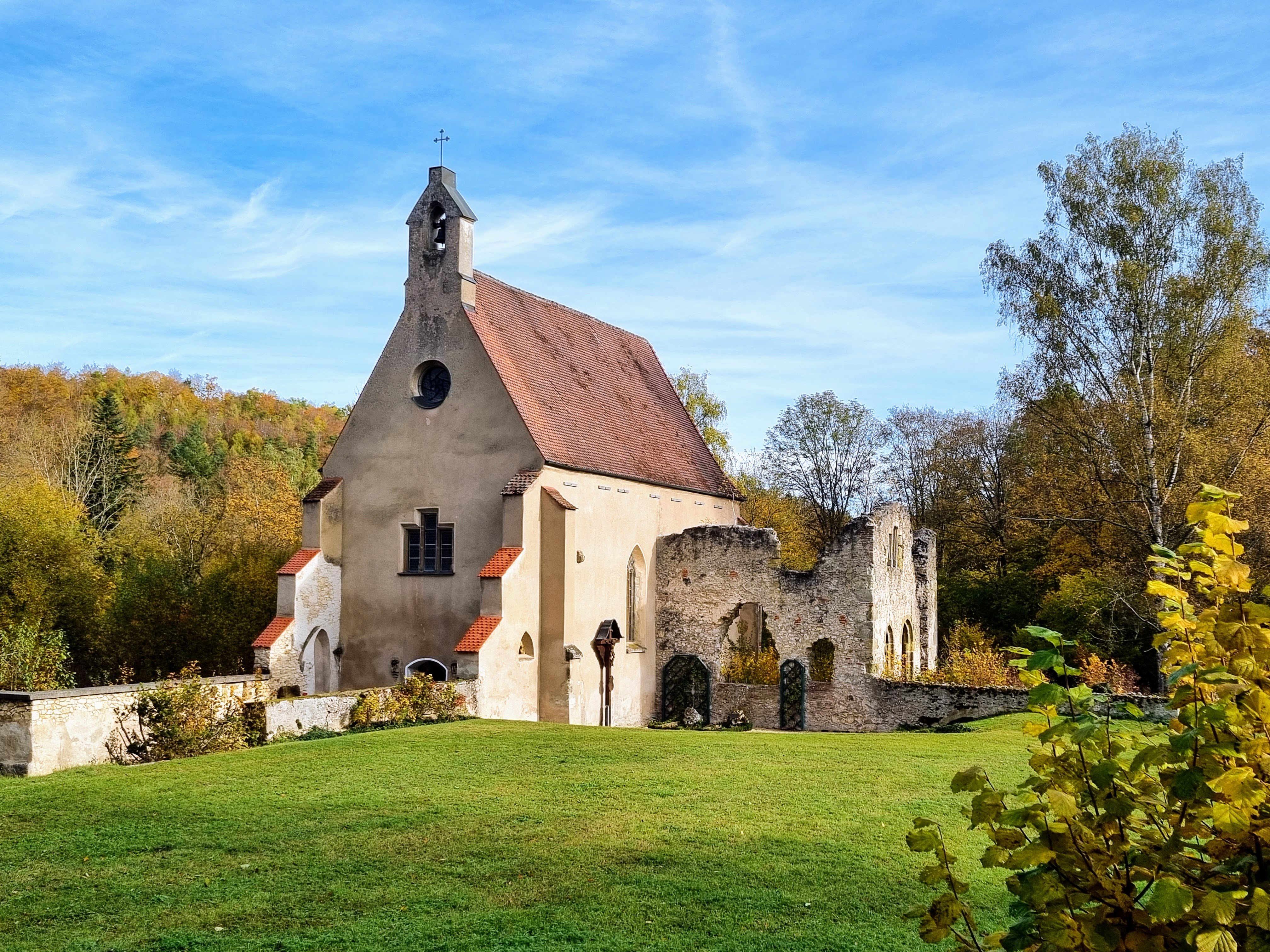
Die ehemalige Kartäuserklosterkirche, heute Kirche St. Peter (2023)

Im Ort liegen zwei gelistete Baudenkmäler:
- Das Gasthaus (Christgarten 8), ein erdgeschossiger, langgestreckter Satteldachbau mit Ökonomieteil und zweigeschossigem Giebel, wohl aus dem ersten Viertel des 19. Jahrhunderts.[8]
- Die ehemalige Kirche des Kartäuserklosters Christgarten und heute evangelische Kirche St. Peter[9] ist von einem Friedhof umgeben, der im Jahre 2008 im Friedhofsprojekt des Bayerischen Landesvereins für Familienkunde fotografiert wurde.[10] Die Grabinschriften sind abrufbar.[11]

## Jagdgatter
Unmittelbar nördlich, westlich und südwestlich an die Ortschaft angrenzend befindet sich ein rund 700 ha großes, weitgehend von Wald bedecktes Jagdgatter, der Wildpark Christgarten, welcher sich ebenso wie weite Teile des umgebenden Waldes im Besitz des Fürstenhauses Oettingen-Wallerstein befindet. Das Gehege wird von einer 19,8 Kilometer langen Einzäunung umschlossen und ist von rund 28 Kilometer Forstwegen durchzogen. Der Wildbestand im Gatter, darunter u. a. Damhirsche und Wildschweine, wird im Herbst auf zwei bis drei Drückjagden bejagt. Außerhalb der Drückjagden ruht die Jagd auf Wildschweine, weshalb die Tiere vergleichsweise wenig scheu und tagsüber zu sehen sind.